# 青の6号 (アニメ)
『青の6号』（あおのろくごう）は、1998年から2000年にかけて発売されたOVAである。本作はLD、VHS、DVDが発売され、2006年12月にはDVDが再発売された。のちにBlu-ray版もリリースされた。
本作は小澤さとるの同名の漫画を原作としているが、小澤の意向により、原作とは全く異なる内容である。
本作は、バンダイビジュアル、東芝EMI、GONZOの三社体制で製作されており、うちGONZOはアニメーションの制作を担った。
OVA版以降、TVアニメ版の企画も持ち上がっていたが、実現までには至らなかった。

## ストーリー
近未来。地球の人口は膨れ上がり、環境は劣悪を極めていた。世界各国は人類最後のフロンティア＝海に希望を求め、新たな世界を築こうとしていた。そのために設立されたのが、海上及び海中の安全を守る超国家組織“青”であった。
各国は協力して自国の潜水艦を“青”へ派遣させることになり、日本の自衛隊から向かった潜水艦「りゅうおう」も“青”の6号艦となった。
一方、“青”で海洋開発のリーダーを務めていた天才科学者ゾーンダイクは妻子をテロで失ったことで人類に愛想を尽かし、海水面上昇を引き起こして世界と人類の大半を海に沈める。そして彼が産み出したミュータントたちは生物兵器で武装して人類せん滅を宣言し、生き残った人間たちはその襲撃に脅えていた。
かつて“青”の6号の一員だった速水鉄は、本人曰く「戦いに飽きて」、海上のスラム都市でサルベージを営んでいた。その速水を、6号の女性クルーである紀之が訪れる。速水は紀之の復帰要請を一蹴するが、その時街をゾーンダイク軍が襲う。速水は自衛のためにふたたび起つが、撃破された敵機の中の女性型ミューティオをつい助けてしまう。

## 登場艦艇

### 「青」
青の0号（ブティク） タイフーン級原子力潜水艦
青の1号（コーバック） 派遣国：アメリカ
大西洋艦隊旗艦。ストリームベース攻略戦では艦隊とともに大西洋側からの突入を試みるが、無数の「ウミグモ」に取りつかれて撃沈される。
青の2号（ウィザード） 派遣国：イギリス?（未登場）
青の3号（マラコット） 派遣国：フランス
環太平洋艦隊所属艦。ストリームベース攻略戦に参加。
青の4号（レクイエム） 派遣国：ドイツ?（未登場）
青の5号（ボルガ） 派遣国：ロシア?（未登場）
青の6号（りゅうおう） 派遣国：日本
環太平洋艦隊所属艦。ストリームベース攻略戦では、環太平洋艦隊の実質的な旗艦を勤めた。船体は紫色。前部6門・後部4門の魚雷発射口と側面に各3発の魚雷を発射できるランチャーを上面・下面にそれぞれ2つずつ備え、上部には垂直型ミサイル発射管も備えているようである。下部の垂直尾翼基部には小型潜航艇グランパスの発進口がある。最大の特徴はサメやエイの持つ感覚器官であるロレンツィニ器官を人工的に再現した特殊なセンサー「ロレンツィニ・システム」で、これによって曲乗りのような操艦を可能にしている。
全長:120m 全幅:55m 重量(基準排水量):8500t 深さ(全高):51m
動力機関:ディーゼルエレクトリック直列2軸,AIP(非気体依存推進)+キャタピラー×2
武装:533mm発射管×6、USM発射管×40、600mmランチャー84
乗員:64名 速力(水上):15ノット 速力(水中):40ノット 潜航深度:1000m
グランパス
二人乗りの小型潜水艇。通称「小亀」。魚雷やミサイルなどの装備の他に、格闘用アームを持つ。
全長:11m 全幅:7.2m 重量:7t 全高:3.7t
動力機関:ガスタービン+ウォータージェット×2
武装:300mm魚雷×4、小型USM×4
乗員:2名 速力(水上):30ノット 速力(水中):70ノット 潜航深度:1300m
青の7号（ウーメラ） 派遣国：オーストラリア
環太平洋艦隊所属艦。ストリームベース攻略戦に参加したが被雷、最後の浮力で浮上（以後の消息は不明）。船体は黄緑色。
青の8号（商「シャン」） 派遣国：中華人民共和国
環太平洋艦隊所属艦。ストリームベース攻略戦に参加したが大破。船体はえんじ色。
青の9号（シンハー） 派遣国：シンガポール
環太平洋艦隊所属艦。ブルードームが攻撃を受けた際に破損、船体は黄色。

### ゾーンダイク軍
生体潜水戦艦「ナガトワンダー」
ゾーンダイク軍の旗艦。通称「幽霊船」。長い尾をもつ巨大な生物の上に長門型戦艦に類似した船体を載せた巨大な艦である。主砲8門と小砲塔を無数に備えており主砲の射程は6000m以上もあり、また魚雷・対潜弾も発射可能なようである。さらに対艦ミサイルが艦橋基部に直撃しても殆どダメージを受けず、戦艦型であるにもかかわらず砕氷浮上が可能であるなど、恐るべき強度の装甲も持ち合わせている。
大型生体潜水艦「ムスカ」
クジラとイカを掛け合わせたような姿をした人工生物。頭部から衝撃波の塊である「音波球」を発射でき、魚雷や艦艇などを破壊でき、「バリア」という半透明な膜のようなものを纏うことで魚雷・ウミグモの射出や音波探知の無効化をすることが出来る。
小型生体戦闘艇「ウミグモ」
蜘蛛と蟹を掛け合わせたような外見をしたパワードスーツのようなもの。通称「クモ」。中央部にコックピットのような部分があり、中にはミューティオが乗っている。爪部分から指向性の衝撃波を放てる他、腕部には散弾誘導ミサイル、さらに魚雷発射管も備えている。また鋭い爪や脚を持っているため、砲撃・格闘のどちらにおいても高い戦闘力を持つ。水陸両用である。

## 登場人物

### 人類

#### 「青の6号」乗員
速水鉄（はやみ てつ）
声 - 郷田ほづみ
本作の主人公。21歳。かつて「青の6号」で、小型潜水艇「グランパス」操舵手を務めていた。艦を降りて非合法サルベージ業を営んでいたが、伊賀の復帰要請を伝えに来た紀之に興味を持ち6号に戻ることになる。
紀之真弓（きの まゆみ）
声 - 野上ゆかな
小型潜水艇「グランパス」操縦手。18歳。ゾーンダイクとそのテロ組織に強い敵意と恨みを抱いている。
伊賀徳洋（いが とくひろ）
声 - 有本欽隆
「青の6号」艦長。階級は二佐。ワイルドな口ひげが特徴で、天才的な操艦術の持ち主である。速水の腕を高く買っている。
ユーリ・マヤコフスキー
声 - 鈴置洋孝
「青の6号」副長。速水とは士官学校時代からの知り合いであるが、誰かの為に何かを成し遂げようとしない彼の事を快く思っていない。
シドラ・デッドソン
声 - 石塚運昇
水兵長。紀之を陰ながら支える。
フリーダ・ベラスコ
声 - 沢海陽子
「青の6号」操舵手（プレーンズマン）。勝気な性格。
アレッサンドロ・ダビッド・シケイロス
声 - 大塚芳忠
「青の6号」操舵手（ヘルムズマン）。軟派な性格で、相棒のフリーダを口説く。
山田マキオ
声 - 垂木勉
ソナー手。メイリンの世話係でもある。
黄美鈴（ホァン・メイリン）
声 - 齋藤彩夏
ロレンツィニ・システム担当手の幼女。サヴァン症候群。人見知りが激しく、普段は山田と行動を共にしている。
海洋生物の出す微弱な電位差を感じ取れる能力を持っており、ロレンツィニ・システムは彼女の能力を増幅・拡大することで機能している。
中村晃一（なかむら こういち）
声 - 八木光生
航海士。
ジャン・J・バーネル
声 - 小杉十郎太
バラストコントロール担当。通称JJ。
尹明海（ユン・ミヨンヘ）
声 - 三木眞一郎
通信士。
城透子（ぐすく とうこ）
声 - 根谷美智子
火器管制担当。
ヒュー・W・コーンウェル
声 - 西川幾雄
機関長。
大川明周（おおかわ あきひろ）
声 - 田中一成
火器管制担当。
辻宿（つじ すくね）
声 - 鈴木英一郎
料理長。

#### 「青」関係者
野中勝馬（のなか かつま）
声 - 関俊彦
速水の昔馴染み。ゾーンダイクの元から生還した唯一の人物だが、獣人化が進んでおり寿命が近づいている。ストリームベースへの案内役を任される。
円波平八（まるなみ へいはち）
声 - 大竹宏
本局「ブルードーム」最高責任者。「青」創立メンバー最後の一人。
最期はゾーンダイク軍の「ナガトワンダー」による襲撃を受け、基地内の兵達を脱出させた上で基地とと共に運命を共にした。
NOVO（ノボ）
声 - 小川真司
AIシステム。「ブルードーム」の防衛等を担う。
ンドゥール・ギルフォード将軍
声 - 高島雅羅
「青の1号」艦長。元は敬虔なクリスチャンであったが、夫と3人の子を殺され仇討のために宗旨替えをしている。最期はストリームベース攻略戦で船と共に沈んだ。
商艦長
声 - 中井和哉
「青の8号」艦長。最期はストリームベース攻略戦で船と共に沈んだ。

#### その他
宇佐美盾（うさみ じゅん）
声 - 牛山茂
海上自衛隊潜水艦「なるしお」艦長で、伊賀とは旧知の関係。「青」東京基地をゾーンダイク軍から防衛している。
ロートル艦ながらも青の6号を援護し、大型生体潜水艦「ムスカ」の撃沈に貢献した。最期は青の6号を逃がすため盾となり、ゾーンダイク軍の旗艦「ナガトワンダー」に船もろとも撃沈された。
なるしお副長
声 - 千田光男
対潜哨戒機機長
声 - 相沢正輝
「青」東京基地をゾーンダイク軍から防衛している。最期はゾーンダイク軍の「ナガトワンダー」により撃ち落された。
なるしおソーナー手
声 - 吉田孝
対潜哨戒機ソナー手A
声 - 吉田孝
八百屋のおぱちゃん
声 - 峰あつ子
男A
声 - 中田雅之
オペレーター
声 - 高瀬右光、宇垣秀成

### ゾーンダイク軍
ユング・ゾーンダイク
声 - 若松武史
高名な科学者で「青」の海洋開発のリーダーであった。しかし、妻子をテロで失ったことをきっかけに反旗を翻し、南極を本拠地とする海洋テロ組織を作り上げた。さらに地球の地軸を捻じ曲げ地磁気を破壊する「ポールシフト」で人類を攻撃し始める。彼の作ったテロ組織の構成員はほとんどが彼の生み出したミュータントであり、彼はミュータント達を「子供達」と呼び、ミュータント達は彼のことを「パパ」と呼ぶ。彼自身の目的は人類の数を激減させることであったようだが、彼の作ったテロ組織は既に彼の手を離れて虐殺を繰り広げており彼自身はほとんど指示を出していなかった。
自身の心臓とポールシフト発生装置を連動させており心臓の鼓動がパスワードとなって装置は稼動していた。しかしポールシフトを引き起こす為のエネルギーは足りておらず、「青」が使用する核の爆発エネルギーがそれを充たすことになるように仕組んでいた為、ポールシフト発生装置は彼が人類に突きつけたテストでもあった。
ベルグ
声 - 森久保祥太郎
鮫のミュータント。ゾーンダイクの作り上げたテロ組織の実質的なリーダーにあたり、彼を「パパ」と呼ぶ。非常に凶暴かつ残忍で狡猾な性格であるが、同時に非常に子供っぽくヒステリックである。人間に対して異常な敵愾心を抱いており、人類の数を激減させるだけで良しとするゾーンダイクのやり方を「手緩い」と評して人類の全滅を目論んで行動する。
ミューティオ
声 - 長沢美樹
正確には、女性型ミュータント「内海型ミューティオ」の中の一人。速水に命を助けられて以後、彼に好意を抱いたかのような行動を見せるが、そのせいで他のミューティオたちから排斥される。
赤ハゲ
声 - 磯辺万沙子
大型生体潜水艦「ムスカ」の試作船。ミューティオ達を従える。
獣人の娘
声 - 矢島晶子
大人しい獣人型ミュータント。ゾーンダイクの下で人間の文化を習得していた。
獣人
声 - 石川ひろあき
獣人型ミュータント。「ナガトワンダー」の乗員。
外洋型ミューティオ
声 - 麻志奈純子
女性型ミュータント。内海型ミューティオより遥かに強靭で残忍。人間を襲って餌にする。
内海型ミューティオ
声 - 内川藍維、浅川悠、半場友恵、水橋かおり
女性型ミュータント。胸元にえらのような器官を持つ以外はほぼ人間の姿と同じだが、陸上では呼吸や歩行ができない。

## スタッフ
- 原作 - 小澤さとる[3]
- 監督 - 前田真宏[3]
- 助監督 - 角田一樹
- 脚本 - 山口宏
- キャラクターデザイン - 村田蓮爾、草薙琢仁
- アニメーションキャラクターデザイン - 村田俊治、新井浩一（#2 - #4）、本田雄（#3・#4）
- メカニカルデザイン - 河森正治、草薙琢仁、前田真宏、山下いくと、きお誠児、海老川兼武、村田蓮爾
- 美術監督 - 菊地正典
- 色彩設定 - 村田恵里子
- 3Dディレクター - 鈴木朗
- 2Dディレクター - 福土亨
- 音楽 - THE THRILL[3]
- 音響監督 - 鶴岡陽太
- プロデューサー - 小池経利、杉山潔、矢野豊、中島伸治
- エグゼクティブプロデューサー - 池口和彦、永山孝雄
- 制作 - GONZO
- 製作 - バンダイビジュアル、東芝EMI、GONZO

## 制作

### 企画
1993年ごろ、アニメプロデューサーの杉山潔から原作者の小澤のもとへ、『青の6号』のOVA化の相談が寄せられた。当初、小澤はアニメ化に乗り気ではなかったものの、3年間オファーを出し続けた杉山の熱意に折れ、アニメ化を承諾した。その際、小澤は現在の若手の力で新たな『青6』の世界を見せてほしいという考えから、原作を意識せずにゼロから作ってほしいという条件を出した。

### 3DCGの導入
本作はOVAとしては世界で初めてのフルデジタルアニメであり、メカニックやそのほかの描写においても3DCGが多用された。背景やエフェクトはデジタルで描かれている一方、キャラクターは手描きである。
アニメ・特撮評論家の氷川竜介が東映アニメーションの野口光一からのインタビューで話したところによると、本作はアニメと実写を組み合わせた特撮番組『恐竜探険隊ボーンフリー』のデジタル版をめざして制作が進められていたとされている。氷川はこのエピソードから、「『青6』でも最初からCGを同化させようとはせず、異物としてとらえたうえで、新しい融合的なアニメ表現を生み出すことを目指していたことが分かります」という分析を導き出している。

### 音響
本作はデジタル作画以外にも、実験的な試みがなされている。たとえば、第1話では監督の前田真宏にとって思い入れのあるバンド「THE THRILL」の楽曲が用いられており、楽曲を前面に出したいという思いから台詞よりもBGMのボリュームが大きくなっている。

## 主題歌
エンディングテーマ「みなそこに眠れ」
作詞・作曲・歌 - YUKARIE / 編曲 - THE THRILL

## 各話リスト
| 話数  | サブタイトル | 絵コンテ          | 演出     | 作画監督           | 発売日         |
| ----- | ------------ | ----------------- | -------- | ------------------ | -------------- |
| vol.1 | BLUES        | 前田真宏          | 千明孝一 | 村田俊治           | 1998年10月25日 |
| vol.2 | PILOTS       | 千明孝一 前田真宏 | 千明孝一 | 新井浩一           | 1999年2月25日  |
| vol.3 | HEARTS       | 鶴巻和哉          | 千明孝一 | 本田雄             | 1999年8月25日  |
| vol.4 | MINASOKO     | 前田真宏          | 千明孝一 | NA 井上俊之 本田雄 | 2000年3月25日  |

## ゲーム
本作をもとにしたコンピュータゲームが2本発表されている。
青の6号 Antarctica
2000年にバンダイビジュアルから発売されたプレイステーション用ゲームソフト。ゲームは人間関係が描かれる「アドベンチャーパート」と、戦艦「青の6号」の艦載機で戦っていく「シミュレーションパート」で構成される。登場キャラクターと交わした会話の内容や戦闘の結果によっては原作とは異なるエンディングも用意されたマルチシナリオとなる。キャラクターデザインは小澤さとる。
青の6号 歳月不待人 TIME AND TIDE
2000年にセガから発売されたドリームキャスト用ゲームソフト。本作の前日譚にあたる。